# Pontécoulant
Pontécoulant – miejscowość i gmina we Francji, w regionie Normandia, w departamencie Calvados.
Według danych na rok 1990 gminę zamieszkiwało 105 osób, a gęstość zaludnienia wynosiła 44 osoby/km² (wśród 1815 gmin Dolnej Normandii Pontécoulant plasuje się na 781. miejscu pod względem liczby ludności, natomiast pod względem powierzchni na miejscu 1078.).